# Goliath (film 2008)
Goliath è un film del 2008 diretto da David Zellner. La produzione è a cura dei fratelli Zellner, specializzati in cortometraggi. Goliath è infatti il loro primo lungometraggio realizzato a basso budget.

## Trama
Guy è il tipico americano medio con un lavoro frustrante e un doloroso divorzio alle spalle. Tutti i fallimenti accumulati nel corso della sua vita vengono riversati nell'amore per il suo gatto Goliath, unico essere che lo tiene ancora legato alla realtà ma Goliath è scomparso. 
Dopo aver tappezzato la città con manifesti raffiguranti la foto del suo amato animale, comincia la sua ricerca che lo porterà addirittura a chiedere l'aiuto di un investigatore privato. Da quel momento le cose per Guy andranno di male in peggio. Infatti il protagonista si scontrerà con la realtà della sua misera vita, con vari problemi giudiziari e umilianti scontri con i colleghi di lavoro.

## Festival
La pellicola partecipa a parecchi festival del cinema:
- Selezione speciale al Sundance Film Festival - 2008
- Selezione speciale all'AFI Dallas Film Festival - 2008
- Selezione speciale al Maryland Film Festival - 2008
- Selezione speciale al SXSW Film Festival - 2008
- Selezione speciale all'Independent Film Festival of Boston - 2008
- Selezione speciale al Cinevagas - 2008
- Selezione speciale al Florida Film Festival - 2008